# Гашишное масло

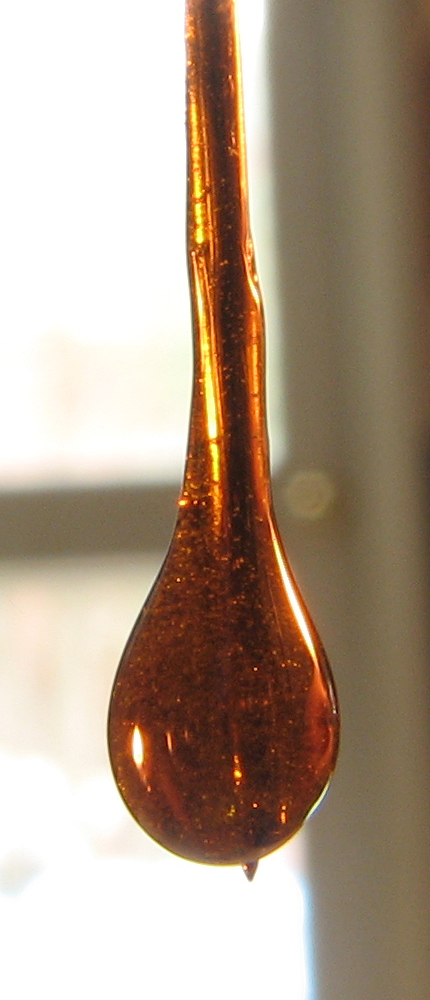
Увеличенное изображение капли гашишного масла на конце иголки

Гашишное (янтарное, медовое) масло — концентрированный  продукт из конопли, тёмная вязкая жидкость с высоким (до 90 %) содержанием тетрагидроканнабинола (ТГК). Цвет варьирует от темно-зеленого до темно-коричневого. Изготавливается из соцветий конопли путём экстракции в аппарате Сокслета; для перевозки фасуется в небольшие герметичные контейнеры или фармацевтические капсулы. Может добавляться в мёд или сладости, а также используется для пропитки курительного материала (табака, марихуаны, папиросной бумаги). По действию напоминает высококачественный гашиш.

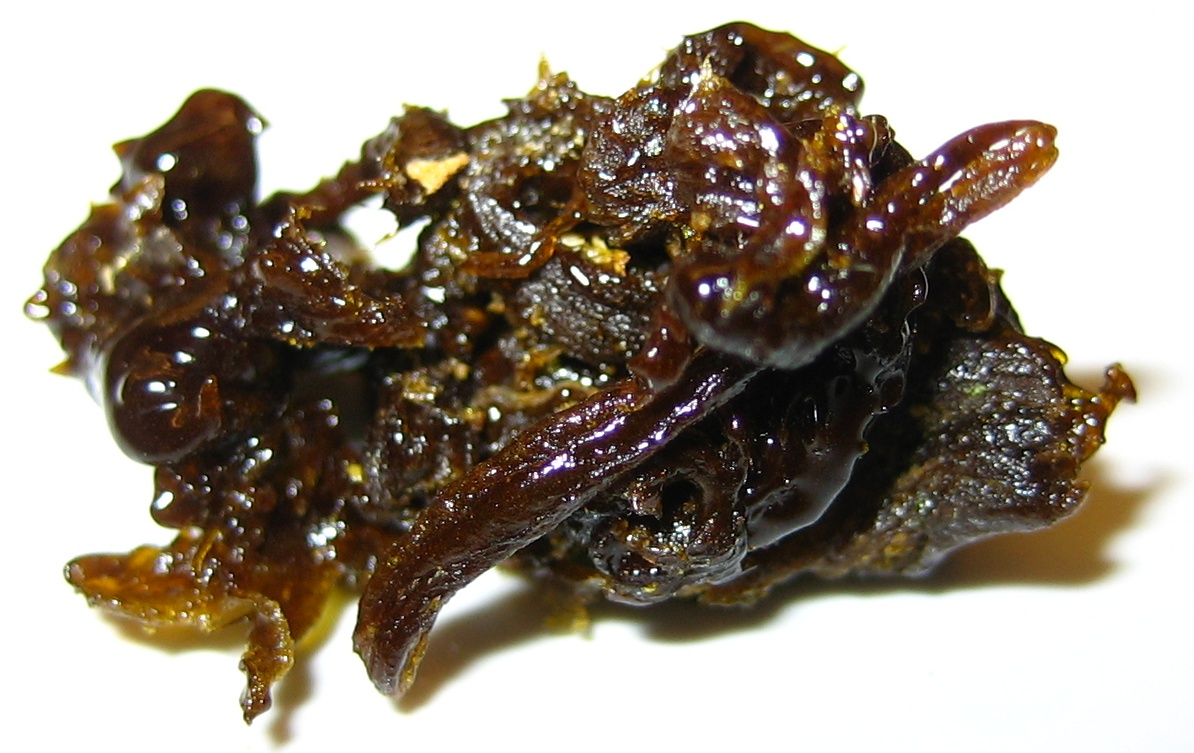
Застывшее масло на растительном материале

Гашишное масло было изобретено в XIX в. американскими фармацевтами и получило высокую оценку медиков как наиболее адекватная замена опиуму (при аналогичном анальгетическом и успокаивающем действии оно не вызывает запоров и потери аппетита). На его основе было создано множество препаратов, самым известным из которых были снотворные таблетки д-ра Брауна, сироп Тулу, сироп Лобелия. К настоящему времени все эти лекарства сняты с производства, поскольку содержат ТГК.

## Правовой статус
В России гашишное масло входит как наркотическое средство в Список I Перечня наркотических средств, психотропных веществ и их прекурсоров, подлежащих контролю в Российской Федерации (оборот запрещён). Предусматривается наказание по уголовному кодексу, предусмотренное статьёй 228.